# Иван Тренев (поет)
Вижте пояснителната страница за други личности с името Иван Тренев.
Иван Александров Тренев е български книгоиздател, романист, поет, детски писател и художник.

## Биография
Роден е в Дупница на 2 ноември 1931 г. Завършва Народното военноморско училище „Никола Йонков Вапцаров“ във Варна и учителси институт. Женен е, има 2 сина.
Работи дълги години като редактор в БНР и в издателствата „Народна младеж“ и „Български писател“. Основава и ръководи свое издателство. Член е на Съюза на българските писатели.
Издадени са негови 40 книги, 20 стихосбирки, 8 романа, 12 исторически книги за деца и юноши към 1998 г. Негова поезия е преведена на редица европейски езици. Удостоен е с награди от редица конкурси.